# Gimone
La Gimone è un fiume francese che scorre nella regione dell'Occitania attraversando i dipartimenti di Alti Pirenei, Gers, Alta Garonna e Tarn e Garonna. È un affluente diretto alla riva sinistra della Garonna.

## Geografia
Lunga 135,7 km, la Gimone nasce sul Plateau di Lannemezan, negli Alti Pirenei, nel comune di Villemur e confluisce nella Garonna a monte di Castelsarrasin, nel dipartimento di Tarn e Garonna.

### Comuni e dipartimenti attraversati
- Alti Pirenei: Lalanne - Monléon-Magnoac
- Gers: Gimont, Monbardon, Labrihe, Sarrant, Touget, Mauvezin, Saramon
- Alta Garonna: Boulogne-sur-Gesse, Gensac-de-Boulogne, Lunax
- Tarn e Garonna: Beaumont-de-Lomagne, Vigueron, Belbèze-en-Lomagne, Larrazet, Labourgade, Montaïn, Lafitte, Garganvillar, Castelferrus

## Principali affluenti
- La Lauze: 22,9 km
- Il Marcaoue: 36,4 km
- Il Sarrampion: 25,4 km
- Il Brounan: 9,1 km
- La Baysole: 10,2 km

## Idrologia
Come la maggior parte degli altri corsi d'acqua della pianura della parte orientale del bacino della Garonna, la Gimone è un fiume molto poco abbondante. La sua portata è stata osservata per un periodo di 42 anni (1965-2006), a Garganvillar, località situata poco prima della sua confluenza con la Garonna. Il bacino orografico del fiume vi è di 827 km², cioè la quasi totalità di quest'ultimo che conta un totale di 840 km².
Il modulo del fiume a Garganvillar è di 3,02 m³/s.
La Gimone presenta delle fluttuazioni stagionali di portata molto marcate, con un periodo di piena in inverno e primavera caratterizzato da una portata mensile media compresa in un intervallo da 4,01 a 6,68 m³/s, da dicembre a maggio incluso (com un massimo in febbraio). Dal mese di giugno, la portata diminuisce fortemente per giungere al periodo di magra che si verifica da luglio a ottobre incluso, con una magra della portata media mensile che scende fino a 0,728 m³ nel mese di agosto. Tuttavia queste cifre non sono che valori medi di portata e le fluttuazioni di quest'ultima possono essere più importanti nel corso degli anni e su periodi più brevi.